# Caso BUC
O episódio do BUC (Banco União Comercial), logo após a quebra do Banco Halles, é um caso bem sucedido de patrocínio pelo governo da incorporação de um banco doente por outro sadio.
Segundo o jornalista José Carlos de Assis, no livro A Chave do Tesouro, o BUC (Banco União Comercial), do grupo Soares Sampaio (hoje Unipar), com 265 agências, entrou em crise junto com seus maiores clientes, como o grupo Lume, e estava com um passivo de curto prazo de Cr$ 1,8 bilhão, quando foi montada sua compra pelo Banco Itaú.
Em agosto de 1974 o Banco Itaú incorporou o Banco União Comercial S.A.